# Aekakpheap
Aekakpheap es una comuna (khum) del distrito de Ou Chum, en la provincia de Ratanak Kirí, Camboya. En marzo de 2008 tenía una población estimada de 2437 habitantes.
Se encuentra ubicada al noreste del país, a escasa distancia de los ríos Srepok y Tonlé San —ambos, afluentes izquierdos del Mekong— y de la frontera con Vietnam y Laos.

## Pueblos
| Localidades  | Población (1998) | Número de hogares (1998) | Relación de sexo (hombre/mujer) (1998) | Notas |
| ------------ | ---------------- | ------------------------ | -------------------------------------- | ----- |
| Pa Chon Thum | 785              | 95                       | 0.99                                   |       |
| Pa Ao        | 404              | 66                       | 0.87                                   |       |
| Oum          | 193              | 30                       | 0.82                                   |       |
| Krouch       | 370              | 69                       | 0.87                                   |       |